# Eric Weeger
Eric Weeger (* 2. Februar 1997 in Wolframs-Eschenbach) ist ein deutscher Fußballspieler. Seit 2020 spielt er für die SpVgg Ansbach 09 in der Bayernliga. Für den TSV 1860 München bestritt er elf Spiele in der 3. Liga.

## Karriere
Nach seinen Anfängen in der Jugend der SpVgg/DJK Wolframs-Eschenbach und der SpVgg Ansbach 09 wechselte er in die Jugendabteilung des TSV 1860 München. Nachdem er alle Jugendmannschaften durchlaufen und erste Einsätze für die zweite Mannschaft in der Regionalliga Bayern absolviert hatte, gehörte er ab Beginn der Saison 2017/18 zum Kader des ersten Teams der Löwen, das nach dem doppelten Abstieg nun in der Regionalliga antrat. Seine Mannschaft schloss die Saison 2017/18 auf dem 1. Platz ab und setzte sich in den Aufstiegsspielen gegen den 1. FC Saarbrücken knapp durch und stieg somit in die 3. Liga auf. 
Nach dem Aufstieg debütierte er am 10. November 2018 in der 3. Liga, als er am 15. Spieltag beim 1:1-Heimunentschieden gegen den Halleschen FC in der Startformation stand. Bis Saisonende kam er zu zehn weiteren Einsätzen. In der folgenden Spielzeit 2019/20 stand er zweimal im Kader, wurde allerdings nicht eingewechselt. Auf seiner angestammten Position als rechter Verteidiger wechselten sich Herbert Paul und Marius Willsch ab. Weegers sechs Spiele für die U21 in der Bayernliga Süd im Herbst 2019 blieben seine einzigen Einsätze für den TSV 1860 in dieser Saison. Im Sommer 2020 wurde sein auslaufender Vertrag nicht verlängert und er verließ den TSV 1860 nach insgesamt 49 Pflichtspieleinsätzen für die erste Mannschaft.
Er schloss sich im August 2020 seinem Jugendverein SpVgg Ansbach an, der in der Bayernliga Nord spielt. In der Saison 2021/22 stieg er mit seinem Team in die Regionalliga Bayern auf.

## Titel und Erfolge
TSV 1860 München
- Meister der Regionalliga Bayern und Aufstieg in die 3. Liga: 2017/18
- Gewinn des Bayerischen Toto-Pokals: 2019/20

SpVgg Ansbach 09
- Aufstieg in die Regionalliga Bayern: 2021/22